# 大衛·凱斯
大衛·凱斯（英語：David Lemuel Keith，1954年5月8日—）是美國的一位演員和導演。凱斯出生在田納西州諾克斯維爾。他多次獲得過金球獎的提名。2000年，凱斯和Nancy Clark結婚。代表作是与李查基尔合演的军官与绅士。最新作品是2005年旦夕之危，演一氣候異常變遷之氣象學家